# Teté (futebolista)
José Francisco Duarte Júnior, mais conhecido como Teté (Pelotas, 24 de agosto de 1907 — Porto Alegre, 18 de junho de 1962) foi um futebolista e treinador brasileiro.

## Biografia
Teté foi um dos maiores treinadores do futebol do Rio Grande do Sul. Ficou conhecido como o "Marechal das Vitórias", pois era oficial do Exército da reserva.
Como jogador, atuou no 9º Regimento da Infantaria. Em seguida, treinou o Farroupilha (após a mudança de nome do clube), Brasil de Pelotas, Guarany de Bagé, Cruzeiro-RS, Nacional de Porto Alegre e Internacional.
No Inter, Teté marcou época. Treinou a equipe de 1951 a 1957 e foi tetracampeão gaúcho (51, 52, 53 e 55). É o segundo treinador com mais partidas pelo clube, atrás de Abel Braga, e o treinador que mais tempo consecutivo ficou no colorado.

### Seleção Brasileira
Teté treinou a Seleção Brasileira de Futebol em 1956, sagrando-se campeão panamericano, no México.

##### Jogos
Legenda:      Vitórias —      Empates —      Derrotas
| Nº   | Data        | Competição                       | Local            | Placar | Adversário | Ref.  |      |
| 1956 | 1956        | 1956                             | 1956             | 1956   | 1956       | 1956  | 1956 |
| ---- | ----------- | -------------------------------- | ---------------- | ------ | ---------- | ----- | ---- |
| 1    | 1º de março | Campeonato Pan-Americano de 1956 | Cidade do México | 2 – 1  | Chile      | [ 2 ] |      |
| 2    | 6 de março  | Campeonato Pan-Americano de 1956 | Cidade do México | 1 – 0  | Peru       | [ 2 ] |      |
| 3    | 8 de março  | Campeonato Pan-Americano de 1956 | Cidade do México | 2 – 1  | México     | [ 2 ] |      |
| 4    | 13 de março | Campeonato Pan-Americano de 1956 | Cidade do México | 7 – 1  | Costa Rica | [ 2 ] |      |
| 5    | 18 de março | Campeonato Pan-Americano de 1956 | Cidade do México | 2 – 2  | Argentina  | [ 2 ] |      |

## Títulos

### Como jogador
Rio Grande
- Campeonato Citadino de Rio Grande: 1924[3]

### Como treinador
Guarany de Bagé
- Campeonato Citadino de Bagé: 1935

9º Regimento da Infantaria
- Campeonato Gaúcho: 1935
- Campeonato Citadino de Pelotas: 1935 e 1938

Brasil de Pelotas
- Campeonato Citadino de Pelotas: 1941, 1942 e 1946

Internacional
- Campeonato Citadino de Porto Alegre: 1951, 1952, 1953 e 1955
- Campeonato Gaúcho: 1951, 1952, 1953 e 1955

Seleção Brasileira
- Campeonato Pan-americano: 1956